# Don Candy
Donald William «Don» Candy (Adelaida, 31 de març de 1929 − 14 de juny de 2020) fou un jugador de tennis australià.
En el seu palmarès destaca un títol de Grand Slam en dobles masculins d'un total de set finals disputades.
Després de la seva retirada es va traslladar a Baltimore l'any 1967 per entrenar l'equip Baltimore Banners de la lliga World Team Tennis, i posteriorment va esdevenir l'entrenador de Pam Shriver durant molts anys.

## Torneigs de Grand Slam

### Dobles: 7 (1−6)
| Resultat  | Núm. | Any  | Torneig                      | Parella      | Oponents                       | Marcador             |
| --------- | ---- | ---- | ---------------------------- | ------------ | ------------------------------ | -------------------- |
| Finalista | 1.   | 1951 | US Championships             | Mervyn Rose  | Ken McGregor Frank Sedgman     | 8−10, 4−6, 6−4, 5−7  |
| Finalista | 2.   | 1952 | Australian Championships     | Mervyn Rose  | Ken McGregor Frank Sedgman     | 4−6, 5−7, 3−6        |
| Finalista | 3.   | 1953 | Australian Championships (2) | Mervyn Rose  | Lew Hoad Ken Rosewall          | 11−9, 4−6, 8−10, 4−6 |
| Finalista | 4.   | 1956 | Australian Championships (3) | Mervyn Rose  | Lew Hoad Ken Rosewall          | 8−10, 11−13, 4−6     |
| Guanyador | 1.   | 1956 | Internationaux de France     | Robert Perry | Ashley Cooper Lew Hoad         | 7−5, 6−3, 6−3        |
| Finalista | 5.   | 1957 | Internationaux de France     | Mervyn Rose  | Malcolm Anderson Ashley Cooper | 3−6, 0−6, 3−6        |
| Finalista | 6.   | 1959 | Australian Championships (4) | Bob Howe     | Rod Laver Robert Mark          | 7−9, 4−6, 2−6        |